# Џенис Литман Горалник
Џенис Литман Горалник (енгл. Janice Litman-Goralnik) је фиктивни лик из хумористичко-ситуационе телевизијске серије Пријатељи коју глуми Маргарет Емили Вилер.

## Пријатељи
Творци серије су  Дејвид Крејн и Марта Кауфман. Приказивана је од 1994. године до 2004. године. Има укупно 10 сезона и 236 епизода. Главни глумци су Џенифер Анистон, Кортни Кокс, Лиса Кудроу, Мет Лебланк, Метју Пери и Дејвид Швимер. Шест пријатеља који имају између 20 и 30 година чији живот пратимо како серија одмиче. Живе на Менхетну у Њујорку, а радња се одвија и на другим местима широм света. Серија је добила бројне награде и признања, а 2021. године у мају премијерно је приказан и  специјал окупљања, у коме је између осталог присуствовала и Маргарет Емили Вилер.

## Џенис у серијиПријатељи
Џенис један од ретких споредних ликова који се помиње у свакој сезони. Препознатљива је по свом назалном гласу, иритантном смеху и реченици: "Oh, my God!"(„О, мој боже!“).

### Прва сезона
У серији се појављује први пут у петој епизоди када Чендлер Бинг покушава да раскине са њом. У томе му помаже његова другарица Фиби Буфе јер је њему жао да повреди њена осећања. Глумица Маргарет Вилер на окупљању Пријатељи: Поново заједно прича анегдоту како је настао њен чувени смех. Наиме, њеног колегу Метјуа је сматрала изузетно духовитим и да би могла да се суздржи од смејања на снимањима смислила је ову алтернативу по којој је Џенис постала аутентична.
Са њом се помирио за Нову годину и Дан заљубљених јер Чендлер није желео да буде сам за празнике. За Нову годину ју је позвао, док ју је за Дан заљубљених случајно срео када је отишао са Џоијем на састанак на невиђено. Пошто су Џои и његова пратиља желели приватност, а било му је жао да остави друга са бившом девојком, Џои им оставља своју кредитну картицу да плате рачун. Џенис и Чендлер се забављају трошећи Џоијев новац, попију више него што би требало и сутрадан се буде у истом кревету. Убрзо после овог догађаја Чендлер поново раскида са Џенис. Овог пута она није узрујана јер је уверена да ће поново бити заједно, јер како она каже он се њој стално враћа и стално је тражи.

### Друга сезона
Услед страха од усамљености који је покренут због смрти господина Хеклса, Чендлер пожели да се помири са њом али разочаран сазнаје да је она удата и трудна. Пред сам крај сезоне отвара профил на сајту за упознавање. После исцрпног дописивања са мистериозном женом, он се поверава пријатељима да му се она веома допада. Проблем је што има мужа, али је он вара и она тврди да ће га оставити. Одлучује да је упозна и на запрепашћење свих долази Џенис која је заправо жена са којом се Чендлер дописивао.

### Трећа сезона
Поново обнављају своју везу и овога пута је Чендлер стварно заљубљен у њу. Џои никако не може да је поднесе и жели да они раскину, али упркос томе проводи дан са њом због свог пријатеља у покушају да се зближе. Чендлер цени овај гест иако се ништа значајно није променило. Чендлер је иначе био карактеристичан по свом страху од везивања и када дође до тог стадијума везе са Џенис види се да је поприлично невешт. Услед жеље да то поправи он је заправо преплаши, али на крају се споразумеју и изјаве љубав једно другом. Међутим, уместо да приведе развод крају Џенис се љуби са мужем, што Џои случајно види. Он то говори пријатељу, а она објашњава да воли два човека и да ће се вратити мужу јер не жели да разара породицу.

### Четврта сезона
Овај брак ипак није потрајао, те када Чендлер налети на Џенис она жели да се помири са њим. Тврди да га више никад неће оставити. Он пристаје али одмах почиње да смишља начин да је остави. Пошто му то не полази за руком он јој саопштава да одлази у Јемен због посла. Видно узрујана изјављује да ће сваки тренутак провести са њим пре него што оде. Тако и бива, чак га и прати на аеродром. Пошто неће да оде док се не укрца он купује карту и стварно путује у Јемен.

### Пета сезона
Након што Рос сазнаје да ће његова бивша жена опет да се уда, он тумара градом и на крају некако заврши са Џенис. Они улазе у везу. Она није дуго потрајала јер се Рос стално жалио и причао о своја два пропала брака и отказу на послу. Иако се она њему допада, она њега оставља јер не може да издржи његово константно кукање. Рос признаје Чендлеру да је био у вези са његовом бившом девојком и извињава се јер сматра да је то погрешно било са његове стране.

### Шеста сезона
Једино у овој сезони се Џенис не појављује лично, већ чујемо њен глас на касети. У питању је касета коју му је она снимила за његов рођендан на коме су биле песме и њена честитка. Пошто је никад није преслушао, није знао то већ је мислио да су само песме. Услед мањка инспирације, он својој девојци Моники поклања ову касету.

### Седма сезона
Пошто се Џенис жалила на храну  желела је да поприча са шефом кухиње, а то је била Моника. Тада Џенис сазнаје да су она и Чендлер верени и сама се позива на венчање. Услед ове неприлике Моника му говори да је слаже да још увек гаји осећања према њој и да је то разлог зашто не може да дође на њихову свадбу.

### Осма сезона
Док Рејчел чека да се породи у собу уводе следећу жену која треба да се породи - Џенис. Тада сазнајемо да се она опет удала. Када Чендлер улази у собу она се нашали са њим да је дете његово. Након тога она и Рејчел разговарају о томе како је бити самохрана мајка и Џенис је искрено саветује да се уда за Роса.

### Девета сезона
Следећи сусрет Џенис и Чендлера био је на клиници. Чендлер и Моника су радили тест за утврђивање плодности. Она му је дала савет да буде спреман на чињеницу да постоји могућност да никада неће имати своју децу.

### Десета сезона
Последњи пут када се Џенис појављује у серији је када Моника и Чендлер разгледају куће у нади да ће пронаћи ону која ће им одговарати. Када Џенис схвати да ће бити комшије ако купи ту кућу, она се одлучује да то уради. Њима се та замисао никако не допада те Чендлер изјављује да идаље воли Џенис и да није добра идеја да живе једно до другог јер су обоје у браку. Џенис га пољуби у знак финалног опроштаја и то уједно означава њено последње појављивање у серији. 